# D・B・ウッドサイド
D・B・ウッドサイド（D.B. Woodside、1969年7月25日 - ）はアメリカ合衆国の俳優。

## 略歴
ニューヨーク州クイーンズ生まれ。『バフィー 〜恋する十字架〜』のウッド校長、『24 -TWENTY FOUR-』のウェイン・パーマー役で知られている。

## 出演作
TV
- プラクティス The Practice
- バフィー 〜恋する十字架〜 Buffy the Vampire Slayer  (2002 - 2003) - ウッド校長 役
- CSI:マイアミ CSI: Miami シーズン1 #12 目覚めた男 Entrance Wound （2003)
- ライ・トゥ・ミー 嘘は真実を語る Lie to Me  シーズン1　#11　潜入捜査(2009)
- 24 -TWENTY FOUR- 24  (2003 - 2007) - ウェイン・パーマー 役
- SUITS/スーツシーズン4 - ジェフ・マローン 役
- LUCIFER/ルシファー (2016 - 2021) - アメナディエル 役
- ナイト・エージェント The Night Agent (2023) - エリック・モンクス 役

映画
- ロミオ・マスト・ダイ Romeo Must Die  (2000)